# Holly Fink

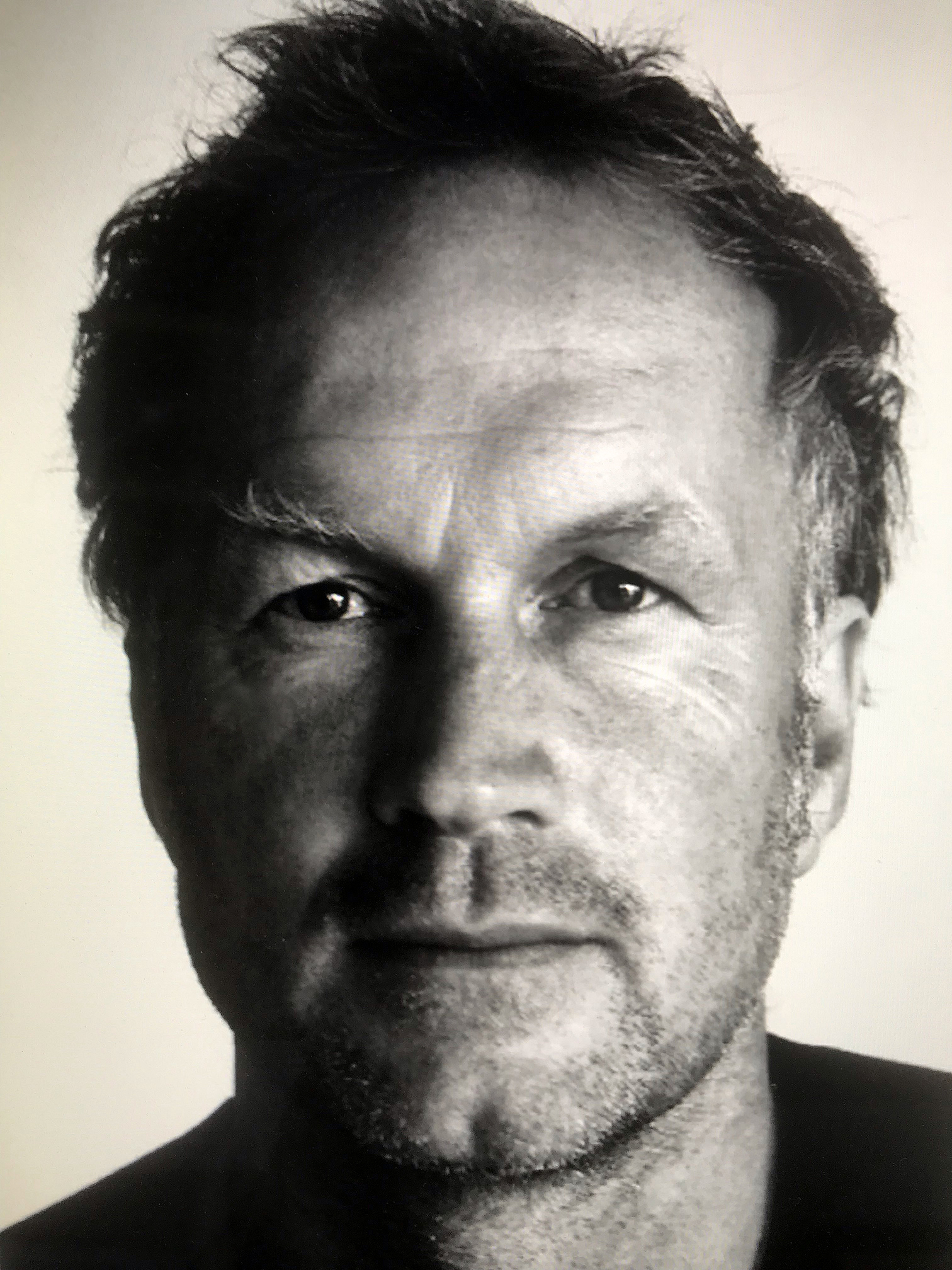
Holly Fink 2018

Holly Fink (* 28. Februar 1964 in Hannover) ist ein deutscher Kameramann.

## Leben
Holly Fink studierte Amerikanistik und Italianistik und begann während eines Studienaufenthalts in Siena, die italienische Filmgeschichte zu studieren. Anschließend zog er nach Los Angeles, wo er innerhalb von zwei Jahren beim American Film Institute zum Kameramann ausgebildet wurde. Sein Langspielfilmdebüt als Kameramann gab er 1996 mit der von Richard Murphy inszenierten amerikanischen Komödie Betty. Seitdem arbeitete Fink hauptsächlich als Kameramann für deutsche Fernseh- und Kinofilme. Er wurde 2001, 2002, 2004 und 2006 für insgesamt neun Kameraarbeiten für den Deutschen Fernsehpreis nominiert, wovon er 2002 und 2004 jeweils die Auszeichnung für die Beste Kamera entgegennahm.
Holly Fink wurde 2006 für den Grimme-Preis Spezial für die Bildgestaltung von Dresden nominiert und erhielt 2007 den Bayerischen Fernsehpreis für das Kriegsdrama Die Flucht.
Er ist Gewinner der Romy (Österreichischer Fernsehpreis) für das Entführungsdrama Mogadischu.
2018 hat er den Preis für die Beste Bildgestaltung der Deutschen Fernsehakademie für Mörderische Hitze entgegengenommen.
Fink ist für die Bildgestaltung der ersten 3 Staffeln der Erfolgsserie Charite verantwortlich. 2021 hat Holly Fink unter der Regie von Kai Wessel das Flugzeugunglück Ramstein-das durchstossene Herz in Brüssel verfilmt.
Seit 2022 arbeitet Holly Fink eng mit David Dietl zusammen. Unter dessen Regie haben sie gemeinsam Fünf Freunde-Die wahre Geschichte des FC Bayern und den Kinofilm Feste&Freunde gedreht.
Holly Fink ist Mitglied im Berufsverband Kinematografie (BVK) Er lebt mit seiner Ehefrau und seinen drei Söhnen im Allgäu.

## Filmografie (Auswahl)
- 1993: The Ticket
- 1995: Heart`s lonely hunters
- 1996: Betty
- 1996: Punta grande
- 1997: Freundschaft mit Herz (Fernsehserie, vier Folgen)
- 1998: Wiedersehen in Palma
- 1999: No Sex
- 2000: Einsatz in Hamburg (Fernsehserie, zwei Folgen)
- 2000: Hat er Arbeit?
- 2000: Und morgen geht die Sonne wieder auf
- 2001: Albtraum einer Ehe
- 2001: Der Berufsindianer – Gojko Mitic in der Prärie (Doku)
- 2001: Verbotene Küsse
- 2002: Schleudertrauma
- 2003: Blueprint
- 2003: Die Ärztin
- 2004: Carola Stern – Doppelleben
- 2005: Zeit der Wünsche
- 2006: Am Fuß der Rocky Mountains – Ein Medizinmann auf Büffeljagd (Doku)
- 2006: Spreewaldkrimi – Das Geheimnis im Moor
- 2006: Dresden
- 2007: Mein Mörder kommt zurück
- 2007: Die Flucht
- 2008: Das Wunder von Berlin
- 2008: Die Sache mit dem Glück
- 2008: Mogadischu
- 2008: Stille Post
- 2009: Romy
- 2009: Tatort: Tempelräuber
- 2010: Die Grenze
- 2010: Nachtschicht – Das tote Mädchen
- 2011: Dschungelkind
- 2011: Und dennoch lieben wir
- 2012: Jahr des Drachen
- 2012: Jeder Tag zählt
- 2012: Omamamia
- 2013: Die Seelen im Feuer
- 2014: Tatort: Der Fall Reinhardt
- 2014: Spreewaldkrimi – Mörderische Hitze
- 2014: Tatort: Das verkaufte Lächeln
- 2015: Sara Stein – Shalom Berlin
- 2015: Sara Stein – Shalom Tel Aviv
- 2016: Tatort: Das Recht, sich zu sorgen
- 2017: Tod im Internat
- 2017–2021: Charité (Fernsehserie, 18 Folgen)
- 2018: Die Vergesslichkeit der Eichhörnchen
- 2018–2019: Sankt Maik (Fernsehserie)
- 2020: Contra
- 2020: Werkstatthelden mit Herz
- 2021: Die Verteidigerin: Der Gesang des Raben
- 2021: Eine Liebe später
- 2021: Nie zu spät
- 2022: Tatort: Vier Jahre
- 2022: Ramstein – Das durchstoßene Herz
- 2023: Gute Freunde – Der Aufstieg des FC Bayern (Fernsehsechsteiler)
- 2023: Das bleibt unter uns
- 2023: Tatort: Murot und das Paradies
- 2024: Tatort: Diesmal ist es anders
- 2024: Kati – Eine Kür, die bleibt (Fernsehfilm)
- 2024: Feste & Freunde - Ein Hoch auf uns! (Kino)
- 2025: Spreewaldkrimi – Böses muss mit Bösem enden
- 2025: Ein Tag im September

## Auszeichnungen
- Deutscher Fernsehpreis 2001: Nominierung für „Beste Kamera“ für Albtraum einer Ehe (RTL) und Jenny Berlin – Ende der Angst (ZDF)
- Deutscher Fernsehpreis 2002: Preis für „Beste Kamera“ für Schleudertrauma (ARD), Verbotene Küsse (ZDF) und Hat er Arbeit? (ZDF)
- Deutscher Fernsehpreis 2004: Preis für „Beste Kamera“ für Die Ärztin (ZDF), Carola Stern – Doppelleben (ARD/BR/WDR/ARTE) und Leben wäre schön (ARD/BR)
- Deutscher Kamerapreis 2004: Nominierung für „Beste Kamera“ für Leben wäre schön (ARD/BR)
- Deutscher Fernsehpreis 2006: Nominierung für „Beste Kamera“ für Dresden (ZDF)
- Grimme-Preis-Spezial 2006: Nominierung für Beste Einzelleistung für die Bildgestaltung von Dresden (ZDF)
- Bayerischer Fernsehpreis 2007: Preis für „Beste Kamera“ für Die Flucht (ARD)
- Österreichischer Fernsehpreis „Romy“ 2009: Preis für „Beste Kamera“ für Mogadischu (ARD)
- Kulturpreis der Stadt Lindenberg 2012
- Preis der Deutschen Akademie für Fernsehen 2014 in der Kategorie Beste Bildgestaltung für Spreewaldkrimi Mörderische Hitze (ZDF)
- Österreichischer Fernsehpreis "Romy" 2018: Nominierung für "Beste Kamera" für Charité (ARD)
- Deutscher Fernsehpreis 2023: Nominierung Bester Fernsehfilm für Ramstein – Das durchstoßene Herz (ARD)